# Froot Loops

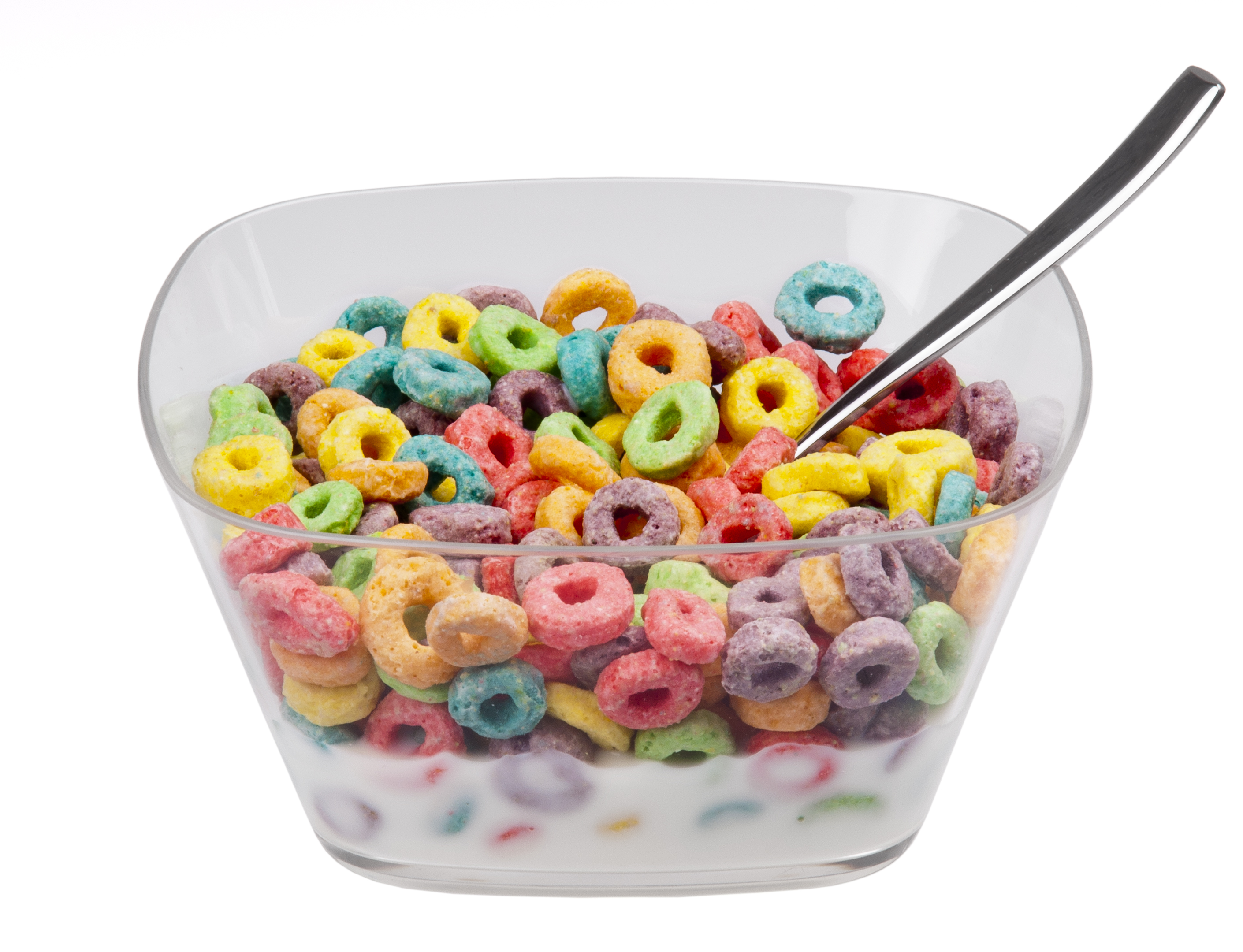
En skål med Froot Loops-flingor och mjölk.

Froot Loops är ett varumärke för färgglada ringformade fullkornsflingor med fruktsmak. Den amerikanska livsmedelsproducenten Kellogg's tillverkar flingorna sedan 1963, när Froot Loops lanserades. Egentligen var det dock meningen att Kellogg's skulle försöka kopiera konkurrenten General Mills flingor Cheerios i och med lanseringen av ett annat varumärke OKs. Detta misslyckades dock och det varumärke avvecklades 1962. Kellogg's ville dock inte göra sig av med maskinerna som företaget hade investerat i. Företaget satte utvecklingsavdelningen på att utveckla andra flingor som kunde tillverkas av dessa maskiner. Froot Loops togs fram och skillnaden mot Cheerios blev att dessa flingor fick livsmedelsfärgämnen, mer sötma och fruktsmak.
I USA var Froot Loops det sjunde mest sålda varumärket för flingor för år 2018 med 91,7 miljoner sålda förpackningar för totalt 269,1 miljoner amerikanska dollar.
På andra hälften av 2000-talet förekom dock varumärket och Kellogg's i ett flertal stämningar där konsumenter ansett att namnet på varumärket är missvisande eftersom flingorna inte innehåller några riktiga frukter.